# تشارلز ر. دويرنغ
تشارلز ر. دويرنغ (بالإنجليزية: Charles R. Doering)‏ هو رياضياتي أمريكي، ولد في 1956.